# Frank Poorthuis

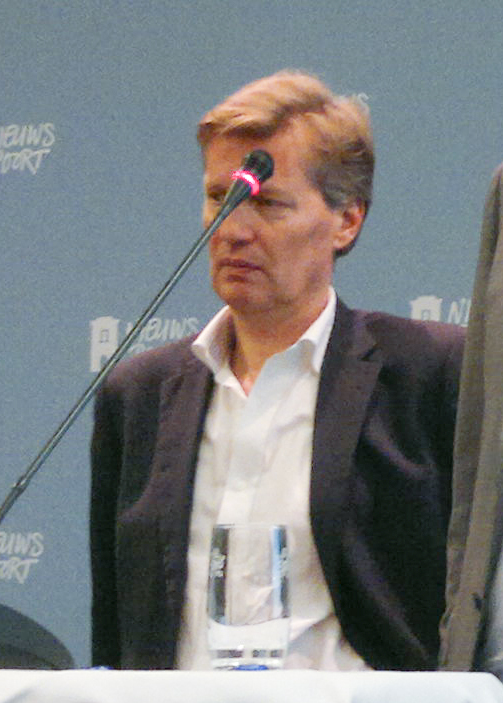
Frank Poorthuis bij het Hoofdredacteuren debat

Frank Poorthuis (Enschede, 1956) is een Nederlandse journalist.

## Biografie
Frank Poorthuis studeerde Nederlandse taal- en letterkunde in Nijmegen. In 1981-1986 begon hij aan zijn carrière in de journalistiek als stads- en regioverslaggever voor Nijmeegs Dagblad, Edese Courant en Arnhemse Courant.
In de periode 1987-1995 werkte Poorthuis freelance voor Intermediair, NRC Handelsblad en andere dag- en weekbladen. Hij werkte als correspondent Zuid-Nederland voor de Volkskrant van 1995 tot 1998, werd daarna politiek verslaggever in de Haagse redactie van diezelfde krant en werd in 2001 chef van de Haagse redactie.
Na zijn tijd bij de Volkskrant werd hij adjunct-hoofdredacteur bij Vrij Nederland (2005/2006). In 2006 was Poorthuis betrokken bij de oprichting van gratis dagblad De Pers. De Pers, anno 2009 met een oplage van zo'n 300.000 stuks, werd opgericht door investeerder Marcel Boekhoorn.
Poorthuis werkte vervolgens als adjunct-hoofddirecteur voor Het Parool in 2009 en 2010. Daarna ging hij aan de slag als hoofdredacteur bij HP/De Tijd. Hij vormde het weekblad in april 2012 om tot een maandblad.
Poorthuis werkt sinds 2013 bij Het Algemeen Dagblad. Eerst als chef-uit, vanaf 2014 als adjunct-directeur. Daarnaast heeft hij sinds 2020 een dagelijkse column in de krant.
In 2002 stelde hij het boek 'Balkenende' samen, met beschouwingen, reportages, interviews, columns en foto's over Jan Peter Balkenende. Zijn verzamelde columns uit het Algemeen Dagblad over de corona-periode zijn in 2021 verschenen in het boek Toch een mooie dag.